# LHS 288
LHS 288 is een rode dwerg met een magnitude van +13,92 in het sterrenbeeld Kiel (Carina) met een spectraalklasse van M5.5V. De ster bevindt zich 15,76 lichtjaar van de zon.